# All the things you are
All the things you are er en animationsfilm med ukendt instruktør.